# Cmentarz żydowski w Gołańczy
Cmentarz żydowski w Gołańczy – kirkut powstały w XIX wieku mieścił się przy ul. Lipowej. Obecnie nie ma na nim nagrobków, ponieważ w 1941 został zniszczony przez Niemców. Na miejscu dawnego kirkutu został umieszczony kamień z tablicą upamiętniający istnienie nekropolii.